# Deutscher Filmpreis/Bester Kinderfilm
Seit 2000 wird der Deutsche Filmpreis in der Kategorie Bester Kinderfilm an herausragende deutsche Kinderfilme vergeben. Zum Zeitpunkt ihrer Einführung hieß die Preiskategorie noch Bester Kinder- und Jugendfilm; zwischenzeitlich auch Bester programmfüllender Kinderfilm.
Um sich zu qualifizieren, muss ein Film mindestens 59 Minuten lang sein, und von der FSK eine Kennzeichnung „Freigegeben ohne Altersbeschränkung“ oder „Freigegeben ab sechs Jahren“ erhalten haben. Außerdem müssen sich eingereichte Filme „durch ihre Themen, ihre Handlung und ihre Gestaltung an Kinder unter zwölf Jahren richten“.
Gegenwärtig wird an den besten Kinderfilm eine Lola in Gold zusammen mit einem Preisgeld von 250.000 Euro vergeben. Es werden nur zwei Filme in dieser Kategorie nominiert; der andere nominierte Film erhält 125.000 Euro. Diese Gelder sind zweckgebunden; sie müssen in zukünftige künstlerische Filmprojekte investiert werden. Die Produzenten der nominierten Filme erhalten 90 % des Preisgeldes; die Regisseure 10 %.

## 2000er-Jahre
2000
Käpt’n Blaubär – Der Film – Produktion: Hanno Huth; Regie: Hayo Freitag
2001
Der kleine Vampir (The Little Vampire) – Produktion: Richard Claus; Regie: Uli Edel
2002
Das Sams – Produktion: Rainer Kölmel, Ulrich Limmer; Regie: Ben Verbong
- Hilfe! Ich bin ein Fisch (Hjælp, jeg er en fisk) – Produktion: Anders Mastrup, Eberhard Junkersdorf, Russel Boland; Regie: Michael Hegner, Stefan Fjeldmark

2003
Das fliegende Klassenzimmer – Produktion: Uschi Reich, Peter Zenk; Regie: Tomy Wigand
- Bibi Blocksberg – Produktion: Uschi Reich, Karl Blatz; Regie: Hermine Huntgeburth

2004
Die Blindgänger – Produktion: Ingelore König; Regie: Bernd Sahling
- Die Wilden Kerle – Produktion: Ewa Karlström, Andreas Ulmke-Smeaton; Regie: Joachim Masannek

2005
Lauras Stern – Produktion: Maya Rothkirch, Thilo Rothkirch; Regie: Piet De Rycker, Thilo Rothkirch, Kris van Alphen
- Die Wilden Kerle 2 – Produktion: Ewa Karlström, Andreas Ulmke-Smeaton; Regie: Joachim Masannek

2006
Die Höhle des gelben Hundes – Produktion: Stephan Schesch; Regie: Byambasuren Davaa
- Der Schatz der weißen Falken – Produktion: Tom Spieß, Sönke Wortmann; Regie: Christian Zübert

2007
Hände weg von Mississippi – Produktion: Claus Boje; Regie: Detlev Buck
- Die Wolke – Produktion: Markus Zimmer; Regie: Gregor Schnitzler

2008
Leroy – Produktion: Oliver Stoltz; Regie: Armin Völckers
- Max Minsky und ich – Produktion: Maria Köpf; Regie: Anna Justice

2009
Was am Ende zählt – Produktion: Susann Schimk, Jörg Trentmann; Regie: Julia von Heinz
- Hexe Lilli – Der Drache und das magische Buch – Produktion: Corinna Mehner, Michael Coldewey; Regie: Stefan Ruzowitzky

## 2010er-Jahre
2010
Vorstadtkrokodile – Produktion: Lena Olbrich, Christian Becker; Regie: Christian Ditter
- Lippels Traum – Produktion: Ulrich Limmer; Regie: Lars Büchel

2011
Chandani und ihr Elefant – Produktion: Arne Birkenstock, Helmut G. Weber; Regie: Arne Birkenstock
- Konferenz der Tiere – Produktion und Regie: Reinhard Klooss, Holger Tappe

2012
Wintertochter – Produktion: Philipp Budweg, Thomas Blieninger, Mikolaj Pokromski; Regie: Johannes Schmid
- Tom Sawyer – Produktion: Boris Schönfelder; Regie: Hermine Huntgeburth

2013
Kaddisch für einen Freund – Produktion: Martin Bach; Regie: Leo Khasin
- Das Haus der Krokodile – Produktion: Christian Becker; Regie: Cyrill Boss, Philipp Stennert

2014
 Ostwind – Produktion: Ewa Karlström, Andreas Ulmke-Smeaton; Regie: Katja von Garnier
- Bibi & Tina – Produktion: Christoph Daniel, Marc Schmidheiny, Detlev Buck und Sonja Schmitt; Regie: Detlev Buck
- Sputnik – Produktion: Marcel Lenz, Guido Schwab, Dorothe Beinemeier, Leontine Petit, Joost de Vries; Regie: Markus Dietrich

2015
Rico, Oskar und die Tieferschatten – Produktion: Philipp Budweg, Robert Marciniak; Regie: Neele Vollmar
- Quatsch – Produktion und Regie: Veit Helmer

2016
Heidi – Produktion: Uli Putz, Jakob Claussen, Lukas Hobi, Reto Schaerli; Regie: Alain Gsponer
- Rico, Oskar und das Herzgebreche – Produktion: Philipp Budweg, Robert Marciniak; Regie: Wolfgang Groos

2017
Auf Augenhöhe – Produktion: Martin Richter, Christian Becker; Regie: Evi Goldbrunner, Joachim Dollhopf
- Timm Thaler oder das verkaufte Lachen – Produktion: Oliver Berben, Martin Moszkowicz; Regie: Andreas Dresen

2018
Amelie rennt – Produktion: Philipp Budweg, Thomas Blieninger, Martin Rattini; Regie: Tobias Wiemann
- Die kleine Hexe – Produktion: Uli Putz, Jakob Claussen; Regie: Michael Schaerer

2019
Rocca verändert die Welt – Produktion: Tobias Rosen, Steffi Ackermann, Willi Geike; Regie: Katja Benrath
- Jim Knopf und Lukas der Lokomotivführer – Produktion: Christian Becker; Regie: Dennis Gansel

## 2020er-Jahre
2020
Als Hitler das rosa Kaninchen stahl – Produktion: Jochen Laube, Fabian Maubach, Clementina Hegewisch; Regie: Caroline Link
- Fritzi – Eine Wendewundergeschichte – Produktion: Ralf Kukula, Richard Lutterbeck; Regie: Ralf Kukula, Matthias Bruhn

2021
Die Adern der Welt – Produktion: Eva Kemme, Ansgar Frerich, Tobias N. Siebert; Regie: Byambasuren Davaa
- Jim Knopf und die Wilde 13 – Produktion: Christian Becker; Regie: Dennis Gansel

2022
Der Pfad – Produktion: Daniel Ehrenberg; Regie: Tobias Wiemann
- Die Schule der magischen Tiere – Produktion: Alexandra Kordes, Meike Kordes; Regie: Gregor Schnitzler

2023
Mission Ulja Funk – Produktion: Roshanak Behesht Nedjad
- Der Räuber Hotzenplotz – Produktion: Jakob Claussen und Uli Putz

2024
Sieger sein – Produktion: Sonja Schmitt, Christoph Daniel und Marc Schmidheiny
- Checker Tobi und die Reise zu den fliegenden Flüssen – Produktion: Fidelis Mager und Oliver Gernstl

2025
Akiko, der fliegende Affe – Produktion: Veit Helmer
- Woodwalkers – Produktion: Corinna Mehner und Carolin Dassel